# Brian Fitzpatrick
Brian K. Fitzpatrick (Filadelfia, 17 dicembre 1973) è un politico statunitense, membro della Camera dei Rappresentanti per lo stato della Pennsylvania.

## Biografia
Nato in una famiglia di origini irlandesi, Fitzpatrick studiò alla La Salle University e alla Pennsylvania State University,dove si laureò in legge per poi intraprendere la professione di avvocato.
Successivamente Fitzpatrick venne assunto come agente speciale dall'FBI, lavorando come direttore nazionale del programma Campaign Finance and Election Crimes Enforcement e come supervisore nazionale della Public Corruption Unit.
Nel 2016 Fitzpatrick lasciò l'FBI per tornare in Pennsylvania candidandosi alla Camera dei Rappresentanti come esponente del Partito Repubblicano, per succedere al fratello maggiore Mike. Al termine della campagna elettorale, riuscì ad essere eletto deputato.
Come suo fratello, Fitzpatrick è un repubblicano di ideologia moderata-centrista. Nelle prime settimane dopo il suo insediamento al Congresso, fu uno dei pochi membri del suo partito a schierarsi apertamente contro il "Muslim Ban" del Presidente Donald Trump.